# Johannes-Kapelle Dillmannshof
Die Johannes-Kapelle Dillmannshof liegt in der Gemeinde Eriskirch im Bodenseekreis, rund zwei Kilometer nördlich des Ortes Mariabrunn beim Weiler Dillmannshof. Sie ist Johannes dem Täufer geweiht und wird von der katholischen Kirchengemeinde Mariabrunn unterhalten.

## Geschichte
Die als Backsteinbau ausgeführte neuromanische Kapelle wurde im Jahre 1865 von Johann Baptist Litz und dessen zweiter Ehefrau Theresia geb. Marschall gestiftet. Sie wurde am 16. Oktober 1865 durch Dekan Schurer benediziert. Litz war der damaliger Gutsbesitzer auf Dillmannshofs. Seine erste Ehefrau starb 1859. Sie war Mutter von sechs Kindern.
1881 erwarben Josef Anton Gebhard und dessen Ehefrau Franziska die Kapelle. Nach dem Tod Gebhards im Jahr 1890 übertrug die Witwe die Kapelle durch Schenkung der Kirchengemeinde Mariabrunn. Die Kapelle erhielt kurz darauf die Genehmigung zur Feier HeiIiger Messen, welche bis heute erhalten ist (Stand 2025). So findet jeden Montagabend für die Einwohner der Umgebung ein Gottesdienst statt. Darüber hinaus werden immer wieder Bittmessen und Andachten sowie Taufen abgehalten.
Die Kapelle ist in der vom Landesamt für Denkmalpflege herausgegebenen Liste der Kulturdenkmale in Baden-Württemberg aufgeführt (Verzeichnis der unbeweglichen Bau- und Kunstdenkmale und der zu prüfenden Objekte).

## Renovierung
Im Februar 1979 wurde die Kapelle bei einem Einbruch fast vollständig ausgeraubt. In Folge erhielt die Kapelle nach der Renovierung der Mariabrunner Pfarrkirche in den Jahren 1984/85 ebenfalls eine gründliche Renovierung. Unter Mithilfe des Leutkircher Konservators Josef Lutz wurde die Ausstattung der Kapelle erneuert und ergänzt. Hierzu wurden die beiden Heiligenfiguren von Konrad und Martin, die aus den Jahren 1892 und 1955 stammen, aus dem neugotischen Hochaltar der Pfarrkirche Mariabrunn in die Kapelle überführt. Am 17. Juni 1984 wurde zum Johannisfest die Wiederinstandsetzung der Kapelle gefeiert.